# Power Dynamos Football Club
El Power Dynamos Football Club es un equipo de fútbol de Zambia que participa en la Primera División de Zambia, la liga mayor de fútbol en el país.

## Palmarés
- Recopa Africana: 1

1991
- Primera División de Zambia: 8

1984, 1991, 1994, 1997, 2000, 2011, 2023, 2025
- Copa de Zambia: 7

1979, 1980, 1982, 1990, 1997, 2001, 2003.
- - Finalista: 2

2002, 2012
- Copa Desafío de Zambia: 2

1990, 2001
- Zambian Charity Shield: 3

2004, 2009, 2012
- Copa Zambian Coca Cola: 1

2003
- Copa Zambian Barclays: 1

2009, 2011

## Participación en competiciones de la CAF
| Temporada | Torneo                            | Ronda            | Club                  | Casa  | Visita | Global      |
| --------- | --------------------------------- | ---------------- | --------------------- | ----- | ------ | ----------- |
| 1981      | Recopa Africana                   | 1                | Matlama FC            | 2-0   | 1-1    | 3-1         |
| 1981      | Recopa Africana                   | 2                | Palmeiras da Beira    | 5-0   | 1-1    | 6-1         |
| 1981      | Recopa Africana                   | Cuartos de final | Sekondi Hasaacas      | 1-0   | 1-3    | 2-3         |
| 1982      | Recopa Africana                   | 1                | Coffee United SC      | 2-0   | 0-0    | 2-0         |
| 1982      | Recopa Africana                   | 2                | Pan African FC        | 1-0   | 0-1    | 1-1 (5-3 p) |
| 1982      | Recopa Africana                   | Cuartos de final | CAPS United           | 3-0   | 2-1    | 5-1         |
| 1982      | Recopa Africana                   | Semifinales      | Djoliba AC            | 2-1   | 0-0    | 2-1         |
| 1982      | Recopa Africana                   | Final            | Arab Contractors SC   | 0-2   | 0-2    | 0-4         |
| 1985      | Copa Africana de Clubes Campeones | 1                | KMKM                  | 4-0   | 2-1    | 6-1         |
| 1985      | Copa Africana de Clubes Campeones | 2                | Black Rhinos FC       | 1-1   | 0-2    | 1-3         |
| 1986      | Recopa Africana                   | 1                | Highlanders FC        | 2-0   | 3-1    | 5-1         |
| 1986      | Recopa Africana                   | 2                | Miembeni SC           | 5-0   | 1-1    | 6-1         |
| 1986      | Recopa Africana                   | Cuartos de final | Al-Ahly               | 1-0   | 0-2    | 1-2         |
| 1988      | Recopa Africana                   | 1                | Maxaquene             | 1-0   | 3-1    | 4-1         |
| 1988      | Recopa Africana                   | 2                | Ferroviário da Huíla  | 1-0   | 2-5    | 3-5         |
| 1989      | Recopa Africana                   | 1                | Moneni Pirates        | 5-0   | 1-1    | 6-1         |
| 1989      | Recopa Africana                   | 2                | FC BFV                | 1-3   | 2-1    | 3-4         |
| 1991      | Recopa Africana                   | 1                | Rivatex               | 4-2   | 0-1    | 4-3         |
| 1991      | Recopa Africana                   | 2                | Al Ittihad Wad Madani | 2-1   | 2-0    | 4-1         |
| 1991      | Recopa Africana                   | Cuartos de final | ASFA Yennenga         | 0-0   | 1-1    | 1-1 (a)     |
| 1991      | Recopa Africana                   | Semifinales      | AS Inter Star         | 2-1   | 2-2    | 4-3         |
| 1991      | Recopa Africana                   | Final            | BCC Lions             | 3-1   | 2-3    | 5-4         |
| 1992      | Recopa Africana                   | 1                | Mochudi Centre Chiefs | 4-0   | 2-0    | 6-0         |
| 1992      | Recopa Africana                   | 2                | Vital'O FC            | w.o.1 | w.o.1  | w.o.1       |
| 1994      | Recopa Africana                   | 1                | Eleven Men in Flight  | dq2   | dq2    | dq2         |
| 1995      | Copa Africana de Clubes Campeones | 1                | Simba SC              | 1-1   | 1-1    | 2-2 (3-4 p) |
| 1998      | Liga de Campeones de la CAF       | 1                | KCC                   | 2-1   | 1-0    | 3-1         |
| 1998      | Liga de Campeones de la CAF       | 2                | Manning Rangers       | 0-2   | 0-2    | 0-4         |
| 1999      | Recopa Africana                   | 1                | St Michel United FC   | 6-1   | 1-2    | 7-3         |
| 1999      | Recopa Africana                   | 2                | AS Inter Star         | w.o.3 | w.o.3  | w.o.3       |
| 1999      | Recopa Africana                   | Cuartos de final | Club Africain         | 1-1   | 1-2    | 2-3         |
| 2001      | Liga de Campeones de la CAF       | 1                | Al-Merrikh SC         | 1-2   | 0-2    | 1-4         |
| 2003      | Recopa Africana                   | 1                | Olympique de Moka     | 0-0   | 3-1    | 3-1         |
| 2003      | Recopa Africana                   | 2                | Kenya Pipeline        | 1-0   | 2-0    | 3-0         |
| 2003      | Recopa Africana                   | Cuartos de final | Wydad Casablanca      | 2-1   | 0-1    | 2-2 (a)     |
| 2012      | Liga de Campeones de la CAF       | Preliminar       | Japan Actuel's        | 3-0   | 5-1    | 8-1         |
| 2012      | Liga de Campeones de la CAF       | 1                | TP Mazembe            | 1-1   | 0-6    | 1-7         |
| 2013      | Copa Confederación de la CAF      | Preliminar       | CR Caála              | 1-0   | 0-2    | 1-2         |
| 2015      | Copa Confederación de la CAF      | Preliminar       | Al Khartoum SC        | 2-0   | 0-1    | 2-1         |
| 2015      | Copa Confederación de la CAF      | 1                | CF Mounana            | 3-0   | 0-4    | 3-4         |
| 2023/24   | Liga de Campeones de la CAF       | 1                | African Stars FC      | 1-0   | 1-2    | 2-2 (a)     |
| 2023/24   | Liga de Campeones de la CAF       | 2                | Simba SC              | 2-2   | 1-1    | 3-3 (a)     |

1- Power Dynamos FC abandonó el torneo.

2- Power Dynamos FC fue descalificado porque la Federación de Fútbol de Zambia no mandó la lista de jugadores inscritos para el torneo a tiempo.

3- AS Inter Star abandonó el torneo.

## Oficiales del club
Gerencia
- Presidente/MD:  Chalimba Phiri
- Gerente del Equipo:  Lusekelo Kamwambi

## Jugadores

### Antiguos futbolistas
- John Lomani
- Kalililo Kakonje
- Rotson Kilambe
- Francis Kombe
- Mwape Miti
- Chanda Mwaba
- Billy Mwanza
- Mark Sinyangwe
- Wisdom Mumba Chansa
- Isaac Chansa
- Linos Makwaza
- Kapambwe Mulenga
- Jones Mwewa
- Robert Watyakeni
- Gibby Mbasela
- Peter 'Abaleya' Kaumba
- Richard Sikanyinka
- Happy Simfukwe
- Francis Salimata
- Lucky 'Muchofe' Msiska
- Simon Mwansa
- Shex Chipoya
- Emmanuel Chibale
- Stephen Kunda
- Mwenya Chipepo
- Ronald Mukosha
- Fred Mankomba
- Mwelwa Phiri
- Kellies Mwaba
- Evans Mwewa
- John Soko
- Tenant Chilumba
- Martin Mwamba
- Maybin Chisanga
- Peter Chitila
- Kenny Mwila
- Mannaseh Mwanza
- Aggrey Chiyangi
- Zifa Nkhoma
- Douglaus Mwamba
- Benard Chanda
- Pearson Mwanza
- Wisdom Mumba Chansa
- Kapambwe Mulenga
- Robert Watyakeni
- Alex 'Computer' Chola
- Fred Mwila Jr.
- Winter Mumba
- Kenan Simambe
- Moomba
- Jones Mwewa

## Entrenadores
- Fred Mwila Sr.
- Aggrey Chiyangi
- Alex Chola (1985-1988)
- Jimmy Bone (1988-1992)
- Alex Chola (1992-1993)
- Ben Bamfuchile (2001-2003)
- Mohamed Fathy (2009-2012)
- Fordson Kabole (2012)
- Beston Chambeshi (2012-2013)
- Tenant Chilumba (2013-2016)
- Dan Kabwe (2016–18)
- Kelvin Kaindu (2018–19)
- Fordson Kabole (2019)
- Gaston Mutobo (2019)
- Perry Mutapa (2020-2021)
- Masautso Phiri (2021-2022)
- Mwenya Chipepo (2022-2023)
- Lombe Chipupu (2023-)